# Piper torrcaanum
Piper torrcaanum är en pepparväxtart som beskrevs av William Trelease. Piper torrcaanum ingår i släktet Piper och familjen pepparväxter. Inga underarter finns listade i Catalogue of Life.